# Emil Forsberg
Emil Peter Forsberg (Sundsvall, 23 de outubro de 1991) é um futebolista sueco que atua como meia (pt: médio). 
Atualmente, joga no New York Red Bulls e na Seleção Sueca de Futebol. 

## Carreira
Nascido em Sundsvall , Forsberg iniciou sua carreira no time de sua cidade natal em 2009, quando o clube disputava a segunda divisão da Suécia.
Em 10 de dezembro de 2012, foi apresentado como jogador de Malmö, assinando um contrato de quatro anos de duração até o final da temporada de 2016. Na sua primeira temporada no clube, disputou 28 partidas, marcou cinco gols e conquistou o título da liga.
Em janeiro de 2015, ingressou no RB Leipzig, em um contrato de três anos e meio. Durante a temporada 2015-16, foi eleito o melhor jogador da 2.Bundesliga. Em 2016, prolongou o contrato até 2021. Na temporada 2016-17, quando o Leipzig encerrou o campeonato na vice-liderança, foi o líder de assistências da Bundesliga, com 19 passes para gol.
Emil Forsberg fez parte do elenco da Seleção Sueca de Futebol da Eurocopa de 2016 e na Copa do Mundo de 2018, onde a seleção chegou até as quartas de final.

## Títulos
Malmö
- Campeonato Sueco: 2013, 2014
- Supercopa da Suécia: 2013, 2014

RB Leipzig
- Copa da Alemanha: 2021-22, 2022-23
- Supercopa da Alemanha: 2023

### Prêmios individuais
- Futebolista Sueco do Ano: 2021[6]
- Meio-campista do Ano do Allsvenskan: 2014
- Meio-campista Sueco do Ano: 2016, 2017, 2019, 2021
- Equipe do Ano da Bundesliga: 2016—17
- Melhor Jogador da Partida da Euro 2020: Suécia 3x1 Polônia[7]

### Líder de Assistências
- Bundesliga de 2016—17 (19 assistências)[8]